# 100 mètres féminin aux Jeux olympiques d'été de 2024
Pour des articles plus généraux, voir Athlétisme aux Jeux olympiques d'été de 2024 et 100 mètres aux Jeux olympiques.
Navigation
Tokyo 2020 Los Angeles 2028
L'épreuve du 100 mètres féminin aux Jeux olympiques de 2024 se déroule les 2 et 3 août 2024 au Stade de France, au nord de Paris, en France.

## Records
Avant cette compétition, les records dans cette discipline étaient les suivants : 
| Record du monde  | Florence Griffith-Joyner (USA) | 10 s 49 | Indianapolis | 16 juillet 1988 |
| Record olympique | Elaine Thompson-Herah (JAM)    | 10 s 61 | Tokyo        | 31 juillet 2021 |

## Programme
| Date            | Horaire  | Manche            |
| --------------- | -------- | ----------------- |
| Vendredi 2 août | 10 h 00  | Tour préliminaire |
| Vendredi 2 août | à suivre | Premier tour      |
| Samedi 3 août   | 19 h 00  | Demi-finales      |
| Samedi 3 août   | à suivre | Finale            |

## Médaillées
| Or                  | Argent                     | Bronze                  |
| Julien Alfred (LCA) | Sha'Carri Richardson (USA) | Melissa Jefferson (USA) |

## Résultats

### Tour préliminaire
Les 3 premières de chaque série (Q) et la meilleure hors les 5 premières (q), se qualifient pour le premier tour.
| Rang | Couloir | Athlète               | Pays          | Temps   | Notes |
| ---- | ------- | --------------------- | ------------- | ------- | ----- |
| 1    | 4       | Natacha Ngoye Akamabi | Congo         | 11 s 34 | Q     |
| 2    | 5       | Alessandra Gasparelli | Saint-Marin   | 11 s 62 | Q     |
| 3    | 8       | Xenia Hiebert         | Paraguay      | 11 s 77 | Q     |
| 4    | 3       | Valentina Meredova    | Turkménistan  | 12 s 01 | q, SB |
| 5    | 9       | Samira Awali Boubacar | Niger         | 12 s 06 | PB    |
| 6    | 2       | Silina Pha Aphay      | Laos          | 12 s 45 | SB    |
| 7    | 6       | Sydney Francisco      | Palaos        | 13 s 15 |       |
| 8    | 7       | Salam Bouha Ahamdy    | Mauritanie    | 13 s 71 | PB    |
| 9    | 1       | Lucia Moris           | Soudan du Sud | DNF     | DNF   |

| Rang | Couloir | Athlète                | Pays                | Temps   | Notes |
| ---- | ------- | ---------------------- | ------------------- | ------- | ----- |
| 1    | 7       | Tri Nhi Yen Tran       | Viêt Nam            | 11 s 81 | Q     |
| 2    | 6       | Halle Hazzard          | Grenade             | 11 s 88 | Q     |
| 3    | 4       | Bo-Ya Zhang            | Taipei chinois      | 11 s 99 | Q     |
| 4    | 5       | Regine Tugade-Watson   | Guam                | 12 s 02 | q     |
| 5    | 2       | Lika Kharchilava       | Géorgie             | 12 s 37 |       |
| 6    | 9       | Faiqa Riaz             | Pakistan            | 12 s 49 | PB    |
| 7    | 8       | Mazoon Al Alawi        | Oman                | 12 s 58 | SB    |
| 8    | 3       | Filomenaleonisa Iakopo | Samoa américaines   | 12 s 78 | NR    |
| 9    | 1       | Mariam Alfarsi         | Émirats arabes unis | 13 s 26 | PB    |

| Rang | Couloir | Athlète            | Pays                      | Temps   | Notes |
| ---- | ------- | ------------------ | ------------------------- | ------- | ----- |
| 1    | 9       | Gorete Semedo      | Sao Tomé-et-Principe      | 11 s 44 | Q     |
| 2    | 5       | Guadalupe Torrez   | Bolivie                   | 11 s 60 | Q     |
| 3    | 2       | Léonie Beu         | Papouasie-Nouvelle-Guinée | 11 s 63 | Q, PB |
| 4    | 1       | Maria Carmona      | Nicaragua                 | 11 s 88 | q, NR |
| 5    | 7       | Safiatou Acquaviva | Guinée                    | 11 s 97 | q, NR |
| 6    | 5       | Chloé David        | Vanuatu                   | 12 s 44 | PB    |
| 7    | 3       | Shahd Ashraf       | Qatar                     | 12 s 53 | PB    |
| 8    | 4       | Alisar Youssef     | Syrie                     | 12 s 93 | PB    |
| 9    | 8       | Kimia Yousofi      | Afghanistan               | 13 s 42 |       |

| Rang | Couloir | Athlète                 | Pays                       | Temps   | Notes |
| ---- | ------- | ----------------------- | -------------------------- | ------- | ----- |
| 1    | 9       | Zahria Allers-Liburd    | Saint-Christophe-et-Niévès | 11 s 73 | Q     |
| 2    | 8       | Asimenye Simwaka        | Malawi                     | 11 s 78 | Q     |
| 3    | 6       | Mariandrée Chacon       | Guatemala                  | 11 s 90 | Q     |
| 4    | 1       | Georgiana Sesay         | Sierra Leone               | 11 s 99 | q     |
| 5    | 5       | Naomi Akakpo            | Togo                       | 12 s 34 | PB    |
| 6    | 7       | Marie-Charlotte Gastaud | Monaco                     | 12 s 41 | PB    |
| 7    | 2       | Sefora Ada Eto          | Guinée équatoriale         | 13 s 63 | PB    |
| 8    | 4       | Temalini Manatoa        | Tuvalu                     | 14 s 04 | PB    |
| 9    | 3       | Sharon Firisua          | Îles Salomon               | 14 s 31 | PB    |

### Premier tour
Les 3 premières de chaque série (Q) et les trois meilleurs temps hors les 3 premières (q), se qualifient pour les demi-finales.
| Rang | Couloir | Athlète                | Pays       | Temps   | Notes |
| ---- | ------- | ---------------------- | ---------- | ------- | ----- |
| 1    | 6       | Sha'Carri Richardson   | États-Unis | 10 s 94 | Q     |
| 2    | 8       | Patrizia van der Weken | Luxembourg | 11 s 14 | Q     |
| 3    | 7       | Bree Masters           | Australie  | 11 s 26 | SB, Q |
| 4    | 5       | Jacqueline Madogo      | Canada     | 11 s 27 |       |
| 5    | 3       | Lorène Bazolo          | Portugal   | 11 s 38 |       |
| 6    | 9       | Tristan Evelyn         | Barbade    | 11 s 55 |       |
| 7    | 4       | Thi Nhi Yen Tran       | Viêt Nam   | 11 s 79 |       |
| 8    | 1       | Asimenye Simwaka       | Malawi     | 11 s 91 |       |
| 9    | 2       | Thelma Davies          | Liberia    | 12 s 05 |       |

| Rang | Couloir | Athlète                 | Pays                 | Temps   | Notes |
| ---- | ------- | ----------------------- | -------------------- | ------- | ----- |
| 1    | 9       | Julien Alfred           | Sainte-Lucie         | 10 s 95 | Q     |
| 2    | 6       | Zoe Hobbs               | Nouvelle-Zélande     | 11 s 08 | SB, Q |
| 3    | 2       | Zaynab Dosso            | Italie               | 11 s 30 | Q     |
| 4    | 4       | Michelle-Lee Ahye       | Trinité-et-Tobago    | 11 s 33 |       |
| 5    | 8       | Yunisleidy Garcia Abreu | Cuba                 | 11 s 37 |       |
| 6    | 1       | Gorete Semedo           | Sao Tomé-et-Principe | 11 s 43 |       |
| 7    | 5       | Olivia Fotopoulou       | Chypre               | 11 s 50 |       |
| 8    | 7       | Destiny Smith-Barnett   | Liberia              | 11 s 99 |       |
| 9    | 3       | Georgiana Sesay         | Sierra Leone         | 12 s 15 |       |

| Rang | Couloir | Athlète               | Pays            | Temps   | Notes |
| ---- | ------- | --------------------- | --------------- | ------- | ----- |
| 1    | 3       | Daryll Neita          | Grande-Bretagne | 10 s 92 | SB, Q |
| 2    | 9       | Melissa Jefferson     | États-Unis      | 10 s 96 | Q     |
| 3    | 4       | Boglárka Takács       | Hongrie         | 11 s 10 | NR, Q |
| 4    | 5       | Karolina Maňasová     | Tchéquie        | 11 s 11 | PB, q |
| 5    | 1       | Gémima Joseph         | France          | 11 s 13 |       |
| 6    | 6       | Ella Connolly         | Australie       | 11 s 29 |       |
| 7    | 8       | Magdalena Stefanowicz | Pologne         | 11 s 47 |       |
| 8    | 2       | Guadalupe Torrez      | Bolivie         | 11 s 68 |       |
| 9    | 7       | Zhang Bo-ya           | Taipei chinois  | 11 s 88 | SB    |

| Rang | Couloir | Athlète               | Pays            | Temps   | Notes |
| ---- | ------- | --------------------- | --------------- | ------- | ----- |
| 1    | 4       | Audrey Leduc          | Canada          | 10 s 95 | NR, Q |
| 2    | 8       | Tia Clayton           | Jamaïque        | 11 s 00 | Q     |
| 3    | 1       | Imani-Lara Lansiquot  | Grande-Bretagne | 11 s 10 | Q     |
| 4    | 6       | Maboundou Koné        | Côte d'Ivoire   | 11 s 17 | =PB   |
| 5    | 5       | Julia Henriksson      | Suède           | 11 s 26 |       |
| 6    | 9       | Ge Manqi              | Chine           | 11 s 45 |       |
| 7    | 2       | Alessandra Gasparelli | Saint-Marin     | 11 s 54 | NR    |
| 8    | 3       | Vitória Cristina Rosa | Brésil          | 12 s 02 |       |
| 9    | 7       | Safiatou Acquaviva    | Guinée          | 12 s 07 |       |

| Rang | Couloir | Athlète              | Pays                      | Temps   | Notes |
| ---- | ------- | -------------------- | ------------------------- | ------- | ----- |
| 1    | 3       | Ewa Swoboda          | Pologne                   | 10 s 99 | SB Q  |
| 2    | 2       | Dina Asher-Smith     | Grande-Bretagne           | 11 s 01 | Q     |
| 3    | 5       | Rosemary Chukwuma    | Nigeria                   | 11 s 26 | Q     |
| 4    | 6       | Ana Carolina Azevedo | Brésil                    | 11 s 32 |       |
| 5    | 7       | Géraldine Frey       | Suisse                    | 11 s 34 |       |
| 6    | 4       | Ángela Tenorio       | Équateur                  | 11 s 35 |       |
| 7    | 8       | Farzaneh Fasihi      | Iran                      | 11 s 51 |       |
| 8    | 1       | Leonie Beu           | Papouasie-Nouvelle-Guinée | 11 s 73 |       |
| 9    | 9       | Mariandre Chacón     | Guatemala                 | 12 s 06 |       |

| Rang | Couloir | Athlète              | Pays                       | Temps   | Notes |
| ---- | ------- | -------------------- | -------------------------- | ------- | ----- |
| 1    | 5       | Twanisha Terry       | États-Unis                 | 11 s 15 | Q     |
| 2    | 3       | Shashalee Forbes     | Jamaïque                   | 11 s 19 | Q     |
| 3    | 4       | Leah Bertrand        | Trinité-et-Tobago          | 11 s 27 | Q     |
| 4    | 1       | Salomé Kora          | Suisse                     | 11 s 35 |       |
| 5    | 6       | Cecilia Tamayo-Garza | Mexique                    | 11 s 39 |       |
| 6    | 8       | Viktória Forster     | Slovaquie                  | 11 s 44 | SB    |
| 7    | 7       | Lotta Kemppinen      | Finlande                   | 11 s 56 |       |
| 8    | 2       | Zahria Allers-Liburd | Saint-Christophe-et-Niévès | 11 s 89 |       |
| 9    | 9       | Maria Carmona        | Nicaragua                  | 12 s 00 |       |

| Rang | Couloir | Athlète                | Pays      | Temps   | Notes |
| ---- | ------- | ---------------------- | --------- | ------- | ----- |
| 1    | 1       | Gina Bass              | Gambie    | 11 s 01 | Q     |
| 2    | 4       | Mujinga Kambundji      | Suisse    | 11 s 05 | Q     |
| 3    | 6       | Delphine Nkansa        | Belgique  | 11 s 20 | PB Q  |
| 4    | 5       | Polyniki Emmanouilidou | Grèce     | 11 s 25 |       |
| 5    | 7       | Rebekka Haase          | Allemagne | 11 s 28 |       |
| 6    | 3       | Tima Godbless          | Nigeria   | 11 s 33 |       |
| 7    | 8       | Shanti Pereira         | Singapour | 11 s 63 |       |
| 8    | 2       | Halle Hazzard          | Grenade   | 11 s 70 |       |
| 9    | 9       | Xenia Hiebert          | Paraguay  | 11 s 82 |       |

| Rang | Couloir | Athlète                 | Pays               | Temps   | Notes |
| ---- | ------- | ----------------------- | ------------------ | ------- | ----- |
| 1    | 1       | Marie-Josée Ta Lou      | Côte d'Ivoire      | 10 s 87 | SB Q  |
| 2    | 4       | Shelly-Ann Fraser-Pryce | Jamaïque           | 10 s 92 | Q     |
| 3    | 6       | Gina Lückenkemper       | Allemagne          | 11 s 08 | Q     |
| 4    | 5       | Rani Rosius             | Belgique           | 11 s 10 | PB Q  |
| 5    | 7       | Gladymar Torres         | Porto Rico         | 11 s 12 | NR Q  |
| 6    | 3       | Natacha Ngoye Akamabi   | Congo              | 11 s 36 |       |
| 7    | 8       | Joella Lloyd            | Antigua-et-Barbuda | 11 s 37 |       |
| 8    | 2       | Regine Tugade           | Guam               | 11 s 87 |       |
| 9    | 9       | Valentina Nazarova (en) | Turkménistan       | 11 s 95 | SB    |

### Demi-finales
Les 2 premières de chaque série sont qualifiées directement (Q) pour la finale, ainsi que les deux meilleurs temps (q), hors places 1 et 2.
| Rang | Couloir | Athlète            | Pays            | Temps   | Notes |
| ---- | ------- | ------------------ | --------------- | ------- | ----- |
| 1    | 4       | Melissa Jefferson  | États-Unis      | 10 s 99 | Q     |
| 2    | 7       | Marie-Josée Ta Lou | Côte d'Ivoire   | 11 s 01 | Q     |
| 3    | 8       | Mujinga Kambundji  | Suisse          | 11 s 05 | q     |
| 4    | 6       | Ewa Swoboda        | Pologne         | 11 s 08 |       |
| 5    | 5       | Dina Asher-Smith   | Grande-Bretagne | 11 s 10 |       |
| 6    | 3       | Shashalee Forbes   | Jamaïque        | 11 s 20 |       |
| 7    | 9       | Boglárka Takács    | Hongrie         | 11 s 26 |       |
| 8    | 2       | Rani Rosius        | Belgique        | 11 s 29 |       |
| 9    | 1       | Zaynab Dosso       | Italie          | 11 s 34 |       |

| Rang | Couloir | Athlète                 | Pays            | Temps   | Notes |
| ---- | ------- | ----------------------- | --------------- | ------- | ----- |
| 1    | 6       | Julien Alfred           | Sainte-Lucie    | 10 s 84 | Q     |
| 2    | 7       | Sha'Carri Richardson    | États-Unis      | 10 s 89 | Q     |
| 3    | 4       | Gina Bass               | Gambie          | 11 s 10 |       |
| 4    | 8       | Patrizia van der Weken  | Luxembourg      | 11 s 13 |       |
| 5    | 3       | Imani-Lara Lansiquot    | Grande-Bretagne | 11 s 21 |       |
| 6    | 9       | Gladymar Torres         | Porto Rico      | 11 s 33 |       |
| 7    | 2       | Bree Masters            | Australie       | 11 s 34 |       |
| 8    | 1       | Rosemary Chukwuma       | Nigeria         | 11 s 39 |       |
| 9    | 5       | Shelly-Ann Fraser-Pryce | Jamaïque        | DSN     |       |

| Rang | Couloir | Athlète           | Pays              | Temps   | Notes |
| ---- | ------- | ----------------- | ----------------- | ------- | ----- |
| 1    | 6       | Tia Clayton       | Jamaïque          | 10 s 89 | Q     |
| 2    | 4       | Daryll Neita      | Grande-Bretagne   | 10 s 97 | Q     |
| 3    | 7       | Twanisha Terry    | États-Unis        | 11 s 07 | q     |
| 4    | 8       | Gina Lückenkemper | Allemagne         | 11 s 09 |       |
| 5    | 5       | Audrey Leduc      | Canada            | 11 s 10 |       |
| 6    | 3       | Zoe Hobbs         | Nouvelle-Zélande  | 11 s 13 |       |
| 7    | 9       | Delphine Nkansa   | Belgique          | 11 s 28 |       |
| 8    | 2       | Karolína Maňasová | Tchéquie          | 11 s 35 |       |
| 9    | 1       | Leah Bertrand     | Trinité-et-Tobago | 11 s 37 |       |

### Finale
| Rang                                | Couloir | Athlète              | Pays            | Temps   | Notes |
| ----------------------------------- | ------- | -------------------- | --------------- | ------- | ----- |
| Médaille d'or, Jeux olympiques      | 6       | Julien Alfred        | Sainte-Lucie    | 10 s 72 | NR    |
| Médaille d'argent, Jeux olympiques  | 7       | Sha'Carri Richardson | États-Unis      | 10 s 87 |       |
| Médaille de bronze, Jeux olympiques | 5       | Melissa Jefferson    | États-Unis      | 10 s 92 |       |
| 4                                   | 8       | Daryll Neita         | Grande-Bretagne | 10 s 96 |       |
| 5                                   | 9       | Twanisha Terry       | États-Unis      | 10 s 97 |       |
| 6                                   | 2       | Mujinga Kambundji    | Suisse          | 10 s 99 |       |
| 7                                   | 4       | Tia Clayton          | Jamaïque        | 11 s 04 |       |
| 8                                   | 3       | Marie-Josée Ta Lou   | Côte d'Ivoire   | 13 s 84 |       |

## Légende
Records et Performances
- AR : Record continental (area record)
- CR : Record des championnats (championship record)
- MR : Record du meeting (meet record)
- NR : Record national (national record)
- OR : Record olympique (olympic record)
- PR : Record paralympique (paralympic record)
- PB : Record personnel (personal best)
- SB : Meilleure performance personnelle de la saison (season's best)
- WL : Meilleure performance mondiale de l'année (world leader)
- WJR : Record du monde junior (world junior record)
- WR : Record du monde (world record)

Circonstances et Conditions
- DNF : N'a pas terminé (did not finish)
- DNS : N'a pas pris le départ (did not start)
- DQ : Disqualification (disqualification)
- NM : Aucun essai valable enregistré (No Mark)
- Q : Qualifié « directement » au prochain tour (ou à la prochaine compétition), lors d'une compétition majeure, grâce au classement ou à la réalisation des minima (automatic qualifier)
- q : Qualifié au prochain tour (ou à la prochaine compétition), lors d'une compétition majeure, grâce au repêchage ou à la réalisation de l'une des meilleures performances parmi celles des « non qualifiés directement » (grâce au meilleur temps ou à la meilleure distance par exemple) (secondary qualifier)